# Harmothoe picta
Harmothoe picta är en ringmaskart som beskrevs 1888 av Anthoine de Saint-Joseph. Arten ingår i släktet Harmothoe och familjen Polynoidae. Inga underarter finns listade i Catalogue of Life.